# Världsmästerskapen i simsport 1973
Världsmästerskapen i simsport 1973 var de första världsmästerskapen i simsport och arrangerades i Belgrad, Jugoslavien mellan 31 augusti och 9 september 1973. Tävlingar i tävlingssimning, simhopp, vattenpolo och konstsim hölls.

## Medaljfördelning
Värdnation 
| Pl.   | Nation          | Guld | Silver | Brons | Totalt |
| ----- | --------------- | ---- | ------ | ----- | ------ |
| 1     | USA             | 15   | 16     | 7     | 38     |
| 2     | Östtyskland     | 13   | 6      | 9     | 28     |
| 3     | Italien         | 2    | 1      | 2     | 5      |
| 4     | Ungern          | 2    | 1      | 1     | 4      |
| 4     | Sverige         | 2    | 1      | 1     | 4      |
| 6     | Kanada          | 1    | 3      | 2     | 6      |
| 7     | Australien      | 1    | 2      | 2     | 5      |
| 8     | Storbritannien  | 1    | 0      | 1     | 2      |
| 9     | Sovjetunionen   | 0    | 4      | 1     | 5      |
| 10    | Nederländerna   | 0    | 1      | 1     | 2      |
| 11    | Tjeckoslovakien | 0    | 1      | 0     | 1      |
| 11    | Frankrike       | 0    | 1      | 0     | 1      |
| 13    | Japan           | 0    | 0      | 6     | 6      |
| 14    | Västtyskland    | 0    | 0      | 3     | 3      |
| 15    | Jugoslavien     | 0    | 0      | 1     | 1      |
| Total | Total           | 37   | 37     | 37    | 111    |

## Resultat

### Konstsim[1]
| Gren         | Guld | Silver | Brons                                                               |
| Individuellt | Teresa Andersen USA                                                                                                  | Jojo Carrier Kanada | Junko Hasumi Japan                                                  |
| Par          | USA Teresa Andersen Gail Johnson                                                                                     | Kanada Jojo Carrier Madeleine Ramsay                                                                                       | Japan Masako Fujiwara Yasuko Fujiwara                               |
| Lag          | USA Teresa Andersen Susan Baross Robin Curren Jackie Douglass Gail Johnson Dana Moore Amanda Norrish Suzanne Randell | Kanada Michelle Calkins Frances Hambrook Debbie Humphrey Lorraine Nicholl Gail Page Carol Stuart Susan Thomas Laura Wilkin | Japan Masako Fujiwara Yasuko Fujiwara Junko Hasumi Yasuko Unesaki — |

### Simhopp[2]

#### Herrar
| Gren | Guld                  | Silver                | Brons                     |
| 3 m  | Phil Boggs USA        | Klaus Dibiasi Italien | Keith Russell USA         |
| 10 m | Klaus Dibiasi Italien | Keith Russell USA     | Falk Hoffmann Östtyskland |

#### Damer
| Gren | Guld                       | Silver                          | Brons                        |
| 3 m  | Christa Köhler Östtyskland | Ulrika Knape Sverige            | Marina Janicke Östtyskland   |
| 10 m | Ulrika Knape Sverige       | Milena Duchková Tjeckoslovakien | Irina Kalinina Sovjetunionen |

### Simning[3]

#### Herrar
| Gren            | Guld                                                          | Silver                                                                        | Brons                                                                 |
| 100 m frisim    | James Montgomery USA                                          | Michel Rousseau Frankrike                                                     | Michael Wenden Australien                                             |
| 200 m frisim    | James Montgomery USA                                          | Kurt Krumpholz USA                                                            | Roger Pyttel Östtyskland                                              |
| 400 m frisim    | Rick DeMont USA                                               | Brad Cooper Australien                                                        | Bengt Gingsjö Sverige                                                 |
| 1500 m frisim   | Stephen Holland Australien                                    | Rick DeMont USA                                                               | Brad Cooper Australien                                                |
| 100 m ryggsim   | Roland Matthes Östtyskland                                    | Mike Stamm USA                                                                | Lutz Wanja Östtyskland                                                |
| 200 m ryggsim   | Roland Matthes Östtyskland                                    | Zoltán Verrasztó Ungern                                                       | John Naber USA                                                        |
| 100 m bröstsim  | John Hencken USA                                              | Michail Chrjukin Sovjetunionen                                                | Nobutaka Taguchi Japan                                                |
| 200 m bröstsim  | David Wilkie Storbritannien                                   | John Hencken USA                                                              | Nobutaka Taguchi Japan                                                |
| 100 m fjärilsim | Bruce Robertson Kanada                                        | Joe Bottom USA                                                                | Robin Backhaus USA                                                    |
| 200 m fjärilsim | Robin Backhaus USA                                            | Steve Gregg USA                                                               | Hartmut Flöckner Östtyskland                                          |
| 200 m medley    | Gunnar Larsson Sverige                                        | Stan Carper USA                                                               | David Wilkie Storbritannien                                           |
| 400 m medley    | András Hargitay Ungern                                        | Rod Strachan USA                                                              | Rick Colella USA                                                      |
| 4×100 m frisim  | USA Mel Nash Joe Bottom James Montgomery John Murphy          | Sovjetunionen Igor Grivennikov Viktor Abojmov Vladimir Krivtsov Vladimir Bure | Östtyskland Roland Matthes Roger Pyttel Peter Bruch Hartmut Flöckner  |
| 4×200 m frisim  | USA Kurt Krumpholz Robin Backhaus Rick Klatt James Montgomery | Australien John Kulasalu Steve Badger Brad Cooper Michael Wenden              | Västtyskland Klaus Steinbach Werner Lampe Peter Nocke Folkert Meeuw   |
| 4×100 m medley  | USA Mike Stamm John Hencken Joe Bottom James Montgomery       | Östtyskland Roland Matthes Jürgen Glas Hartmut Flöckner Roger Pyttel          | Kanada Ian MacKenzie Peter Hrdlitschka Bruce Robertson Brian Phillips |

#### Damer
| Gren                    | Guld                                                                    | Silver                                                            | Brons                                                                        |
| 100 m frisim            | Kornelia Ender Östtyskland                                              | Shirley Babashoff USA                                             | Enith Brigitha Nederländerna                                                 |
| 200 m frisim            | Keena Rothhammer USA                                                    | Shirley Babashoff USA                                             | Andrea Eife Östtyskland                                                      |
| 400 m frisim            | Heather Greenwood USA                                                   | Keena Rothhammer USA                                              | Novella Calligaris Italien                                                   |
| 800 m frisim            | Novella Calligaris Italien                                              | Jo Harshbarger USA                                                | Gudrun Wegner Östtyskland                                                    |
| 100 m ryggsim           | Ulrike Richter Östtyskland                                              | Melissa Belote USA                                                | Wendy Cook Kanada                                                            |
| 200 m ryggsim           | Melissa Belote USA                                                      | Enith Brigitha Nederländerna                                      | Andrea Gyarmati Ungern                                                       |
| 100 m bröstsim          | Renate Vogel Östtyskland                                                | Ljubov Rusanova Sovjetunionen                                     | Brigitte Schuchardt Östtyskland                                              |
| 200 m bröstsim          | Renate Vogel Östtyskland                                                | Hannelore Anke Östtyskland                                        | Lynn Colella USA                                                             |
| 100 m fjärilsim         | Kornelia Ender Östtyskland                                              | Rosemarie Kother Östtyskland                                      | Mayumi Aoki Japan                                                            |
| 200 m fjärilsim         | Rosemarie Kother Östtyskland                                            | Roswitha Beier Östtyskland                                        | Lynn Colella USA                                                             |
| 200 m medley            | Andrea Hübner Östtyskland                                               | Kornelia Ender Östtyskland                                        | Kathy Heddy USA                                                              |
| 400 m medley            | Gudrun Wegner Östtyskland                                               | Angela Franke Östtyskland                                         | Novella Calligaris Italien                                                   |
| 4×100 m freestyle relay | Östtyskland Kornelia Ender Andrea Eife Andrea Hübner Sylvia Eichner     | USA Kim Peyton Kathy Heddy Heather Greenwood Shirley Babashoff    | Västtyskland Jutta Weber Heidemarie Reineck Gudrun Beckmann Angela Steinbach |
| 4×100 m medley          | Östtyskland Ulrike Richter Renate Vogel Rosemarie Kother Kornelia Ender | USA Melissa Belote Marcia Morey Deena Deardurff Shirley Babashoff | Västtyskland Angelika Grieser Petra Nows Gudrun Beckmann Jutta Weber         |

### Vattenpolo[4]
| Turnering       | Guld   | Silver        | Brons       |
| Herrar detaljer | Ungern | Sovjetunionen | Jugoslavien |